# Shōta Iizuka
Shōta Iizuka, född den 25 juni 1991 i Omaezaki, är en japansk friidrottare som tävlar i kortdistanslöpning.
Han tog OS-silver på 4 x 100 meter stafett i samband med de olympiska friidrottstävlingarna 2016 i Rio de Janeiro..